# Pilocrocis cupreinitens
Pilocrocis cupreinitens là một loài bướm đêm trong họ Crambidae.